# Salvador Sadurní
Salvador Sadurní Urpí (L’Arboç, 1941. április 3. –) spanyol válogatott labdarúgókapus.
A spanyol válogatott tagjaként részt vett az 1962-es világbajnokságon.

## Sikerei, díjai
Barcelona
- Vásárvárosok kupája (1): 1965–66
- Spanyol bajnok (1): 1973–74
- Spanyol kupa (3): 1962–63, 1967–68, 1970–71

Egyéni
- Zamora-díj (3): 1968–69, 1973–74, 1974–75